# Burmaplattan

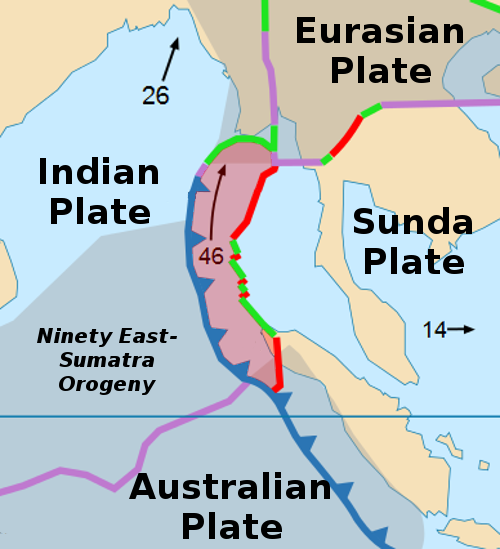
Burmaplattan

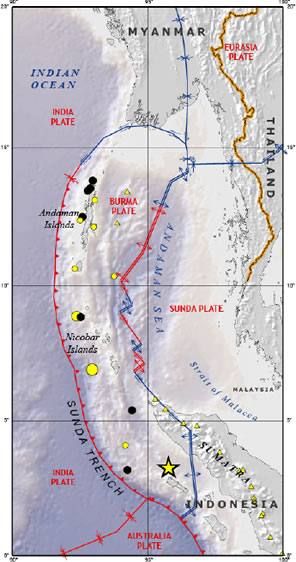

Burmaplattan, eller Burmesiska plattan, är en liten litosfärplatta med huvudsakligen oceanisk jordskorpa söder om Myanmar. Den räknas ibland som en del av Sundaplattan och tillsammans med denna ibland som en del av den stora eurasiska kontinentalplattan, men uppvisar rörelser som en egen enhet i förhållande till angränsande områden.
I öster finns Sundaplattan, mot vilken det finns både transforma förkastningar, det vill säga sidorörelser, och spridningszoner. Denna spridning mellan Burmaplattan och Sundaplattan har skapat Andamansjön.
Längs dess västra sida finns norra delen av Javagraven, skapad av en subduktionszon där den indoaustraliska kontinentalplattan, här huvudsakligen den indiska plattdelen, åker in under Burmaplattan. Det är ett område med relativt hög jordbävningsrisk. Den kraftiga jordbävningen i Indiska oceanen 2004 uppstod i denna subduktionszons södra del, just väster om norra Sumatra.